# Station Fez
Het Station van Fez is het treinstation van de Marokkaanse stad Fez.

## Spoorwegnet
Fez ligt aan de Oost-West hoofdlijn in het Noorden van Marokko en biedt directe verbindingen met Oujda en Nador in het Oosten, Tanger in het Noorden en via Meknes is er aansluiting op de hoofd-Noord/Zuidlijn welke verbinding biedt met Rabat, Casablanca en Marrakesh.

## Elektrificatie
Een deel van het Marokkaanse netwerk is geëlektificeerd. Op de Oost-Westlijn is Fez het eindpunt van elektrisch aangedreven treinen: de treinen richting Taourirt, Oujda en Nador hebben diesel-locomotieven terwijl de treinen van/naar Meknes, Rabat en het Zuiden en Tanger in het Noorden elektrisch aangedreven worden.

## Verbindingen[1]

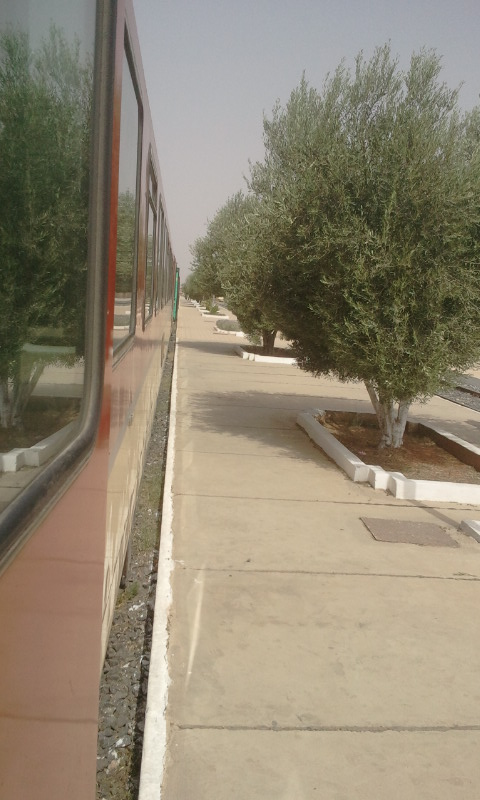
Trein naar Fez te Taorirt

Vanuit Nador is er 4 x per dag een verbinding met Fez: twee keer rechtstreeks en twee keer met een overtap op de trein van Oujda in Taorirt. Vanuit Oujda zijn er ook 4 (rechtstreekse) treinen. Een van de treinen naar Oujda is een zogenaamde hoteltrein en op alle nachtlijnen zijn er ook couchette of slaaprijtuigen beschikbaar. De reistijd naar Nador is ongeveer 6 uur, de route naar Oujda duurt ongeveer 5,5 uur.
Naar Tanger zijn er per dag 5 treinen: twee met een overstap, de overige treinen rijden rechtstreeks. De reistijd naar Tanger ligt tussen de 4,5 en 5,25 uur.
Het traject Fes-Meknes-Rabat-Casablanca is veruit het drukste traject met tot 18 treinen per dag en een reistijd Fes-Casablanca Voyageurs duurt ongeveer 3,5 uur. Van bovenstaande 18 treinen rijden er 8 door naar Marrakesh welke reis ongeveer 7,5 uur duurt.

## Modernisering
De Office National des Chemins de Fer ofwel ONCF, het staatsbedrijf wat het nationale spoornetwerk exploiteert, is haar netwerk in hoog tempo aan het moderniseren. De stations van Marrakesh en Fez zijn in recente jaren opnieuw gebouwd en de lijn Taorirt-Nador is pas sinds 2009 in gebruik.. Bij Meknes wordt er een bypass aangelegd zodat doorgaande treinen niet dwars door de stad hoeven te reizen.
Ten slotte wordt er een hogesnelheids-lijn Tanger-Casablanca aangelegd, maar deze zal initieel niet via Fez tijden.